# Moora, Western Australia
Moora är en ort i Australien. Den ligger i kommunen Moora och delstaten Western Australia, omkring 150 kilometer norr om delstatshuvudstaden Perth.
Trakten är glest befolkad. Moora är det största samhället i trakten.